# Neues Rathaus (Munique)

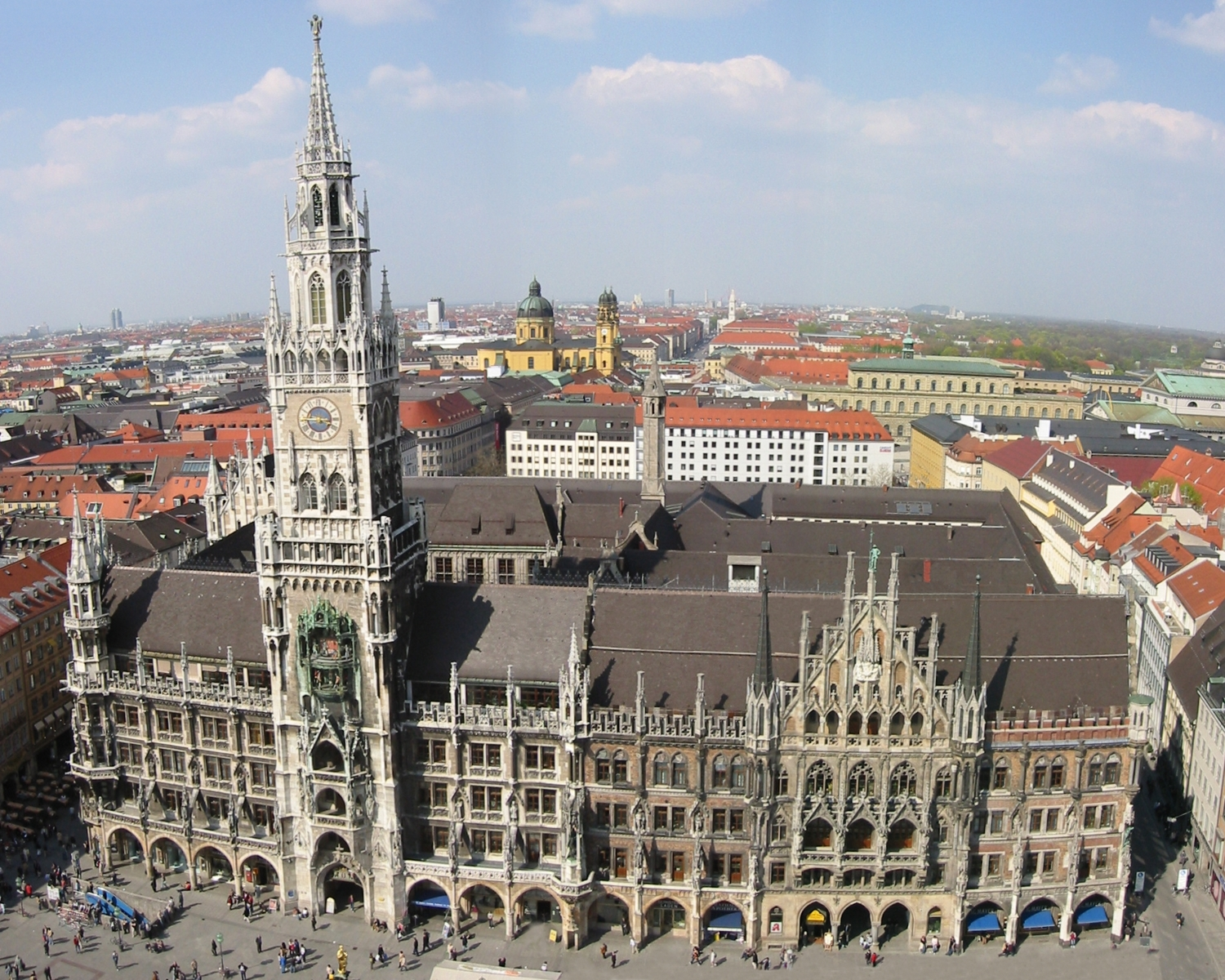

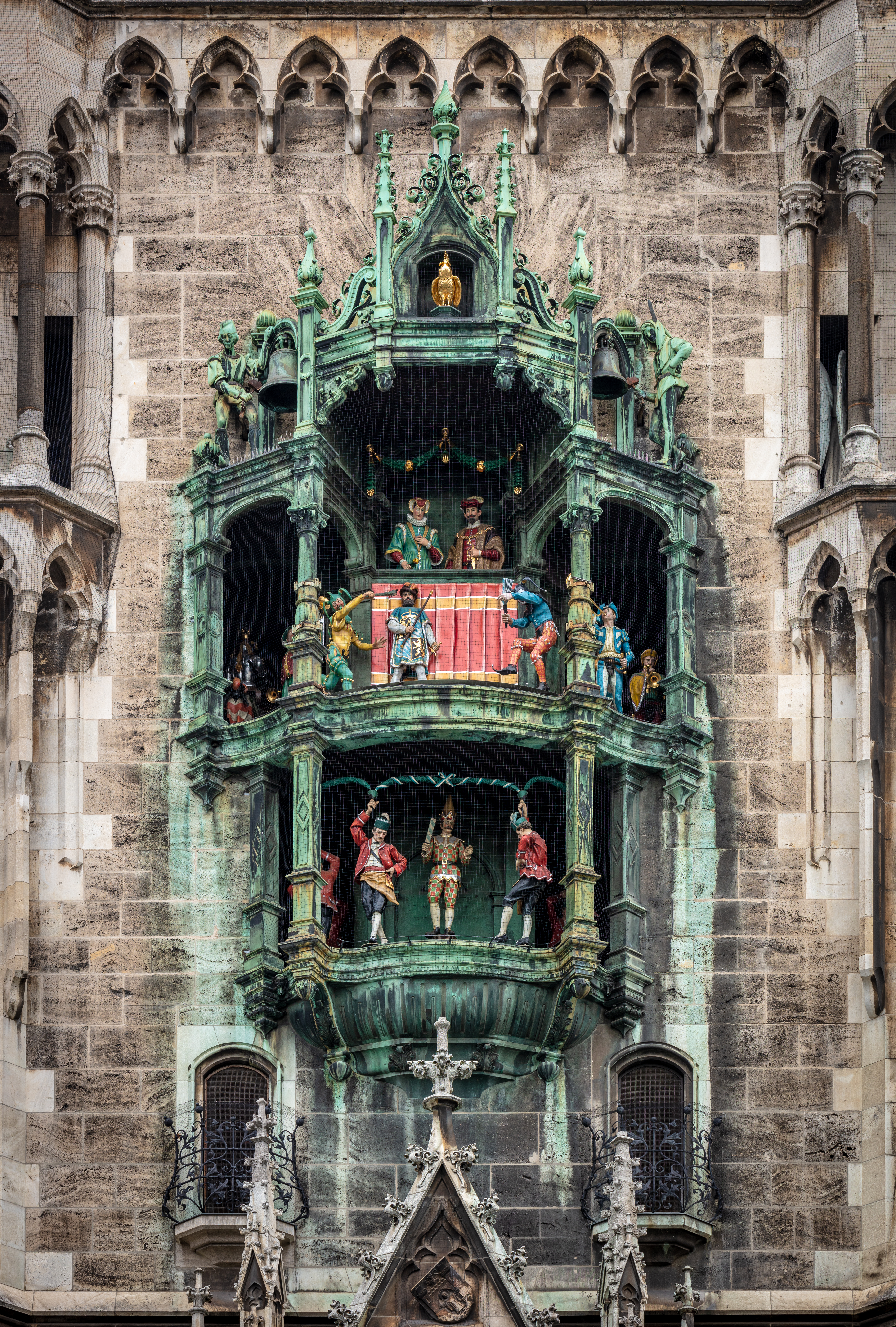

Os/O Novos Paços do Concelho (português europeu) ou Novo Paço Municipal (português brasileiro) (em alemão:  Neues Rathaus) é uma câmara municipal que forma a parte norte da Marienplatz em Munique, Baviera, Alemanha. Abriga o governo da cidade, incluindo o conselho municipal, escritórios dos prefeitos e uma pequena parte da administração. Em 1874, o município havia deixado a Antiga Prefeitura para seu novo domicílio.

## História

### Criação e construção
A decisão de construir um novo edifício veio devido à falta de espaço na Antiga Câmara Municipal e na adjacente chamada "Câmara Municipal Menor" em Petersbergl (destruída em 1944, não reconstruída). Em memória da alta temporada burguesa durante o período gótico, a escolha recaiu sobre um projeto neogótico, que permitiu implementar um acento arquitetônico independente em contraste com os edifícios da família real.
O lado norte da Marienplatz foi escolhido como o local de construção, onde ainda se erguia a casa do Landstände, que havia sido erguida pelo duque bávaro durante a Idade Média como uma espécie de representação do Landstände oposto. A primeira seção do edifício na parte leste da Marienplatz, na esquina da Dienerstrasse, foi o resultado de um concurso de ideias vencido por Georg Hauberrisser e realizado entre 1867 e 1874. Quando ficou claro que este novo edifício não seria capaz de acomodar toda a administração, a cidade começou a comprar todas as propriedades na Dienerstrasse, Landschaftstrasse e Weinstrasse adjacentes à Prefeitura iniciadas em 1887. De 1889 a 1892, foi construída a seção na esquina da Dienerstrasse com a Landschaftstrasse.
Em 1897, o magistrado e o conselho municipal decidiram ampliar os edifícios da Marianplatz, bem como a Weinstrasse e a Landschaftstrasse para criar um complexo de quatro lados. Para isso, foi utilizada toda a área entre a Marienplatz e a Landschaftstrasse e, do outro lado, entre a Weinstrasse e a Dienerstrasse. Em 1898, as obras de ampliação começaram com a torre (Rathausturm), também sob o arquiteto Georg von Hauberrisser. Em dezembro de 1905, a casca da terceira seção do edifício foi concluída com a colocação da pedra angular no Rathausturm. Para o projeto arquitetônico da Rathausturm de Munique, Hauberrisser foi claramente inspirado na Prefeitura de Bruxelas, cuja torre gótica brabantina de 96 metros foi construída por Jan van Ruysbroeck nos anos de 1449 a 1455.  No final de 1906, os escritórios foram entregues. A área da fachada na Marienplatz tinha então 98,5 metros de comprimento, dos quais 48 metros pertencem à primeira seção de construção.  Exemplos que foram usados para o projeto foram a Prefeitura de Bruxelas e a Prefeitura de Viena.

### Século 20–presente
Os danos mínimos à Nova Prefeitura que ocorreram durante os ataques aéreos a Munique em 1944 foram reconstruídos após a guerra. A parte construída na Marienplatz recebeu um andar adicional, que foi escondido atrás da balaustrada neogótica para que a imagem do edifício fosse preservada. A fachada da Landschaftstrasse foi restaurada de forma muito simples. No final da década de 1990, a Nova Câmara Municipal foi reconstruída e reconstruída de forma idêntica, incluindo os ornamentos neogóticos, que coroam o telhado.

## Dimensões e localização
O edifício ocupa uma área de 9159 m2 com 400 quartos. A fachada principal de 100 metros de comprimento em direção à Marienplatz é ricamente decorada. Ele mostra o duque Guelph Henrique, o Leão, e quase toda a linhagem da dinastia Wittelsbach na Baviera e é o maior ciclo principesco em uma prefeitura alemã. O monumento central no centro da fachada principal entre as duas fases na Marienplatz, acima da casa da guarda, é uma estátua equestre do príncipe regente Luitpold. A baía da torre contém estátuas dos primeiros quatro reis da Baviera.
A fachada principal é colocada em direção à praça, enquanto a parte posterior é adjacente a um pequeno parque (Marienhof). O porão é quase completamente ocupado por um grande restaurante chamado Ratskeller. No térreo, alguns quartos são alugados para pequenas empresas. Também localizado no térreo está a principal informação turística oficial.
O primeiro andar abriga uma grande varanda para a Marienplatz, que é usada para grandes festivais, como campeonatos de futebol ou para concertos durante o Weihnachtsmarkt. Sua torre principal tem uma altura de 85 m e está disponível para visitantes com elevador. Nos tronos superiores, o Münchner Kindl. O Rathaus-Glockenspiel, realizado por um aparelho diariamente às 11h, 12h e 17h, é uma atração turística.

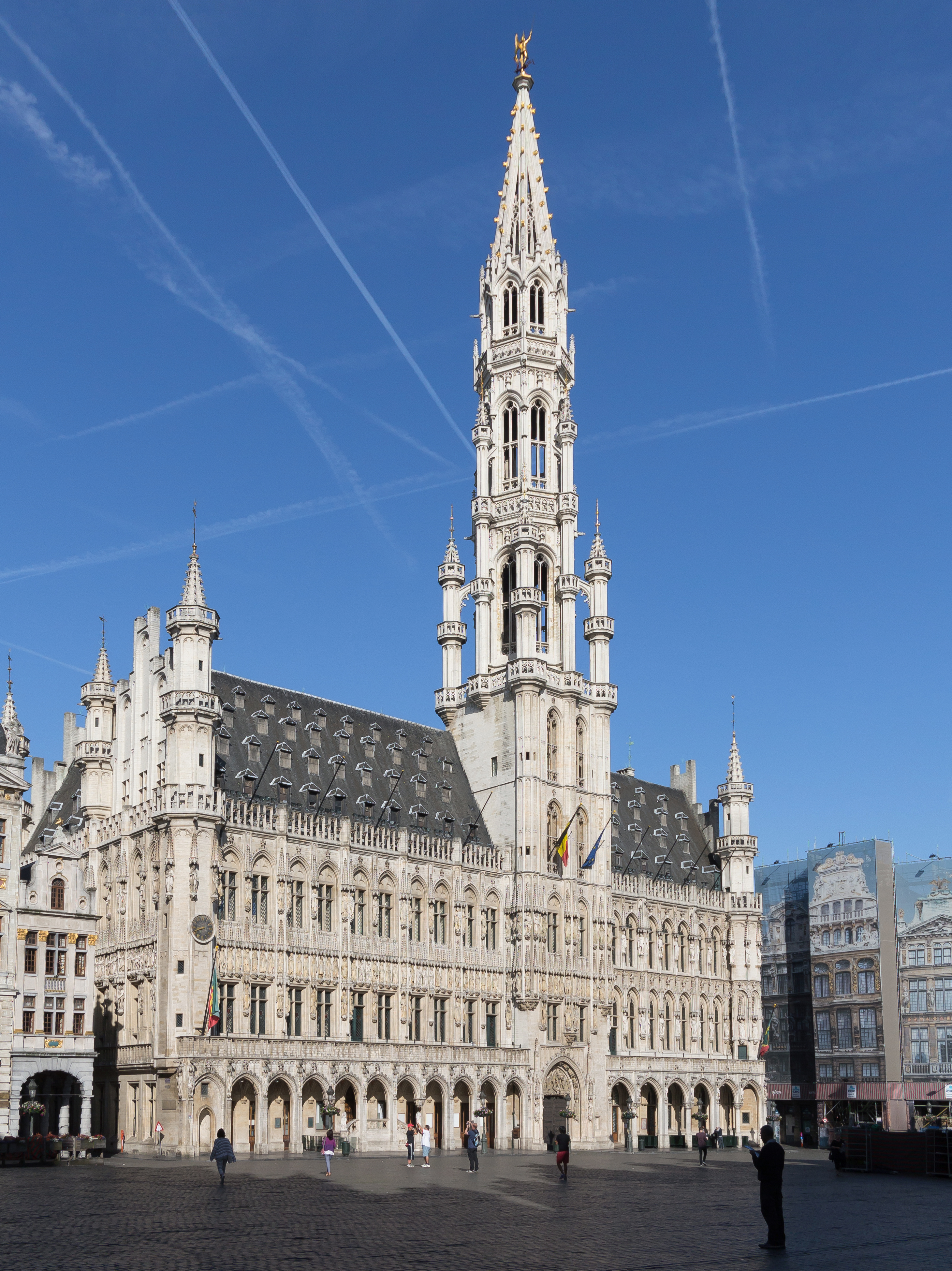
A Prefeitura de Bruxelas foi usada como um exemplo arquitetônico para a Nova Prefeitura de Munique.
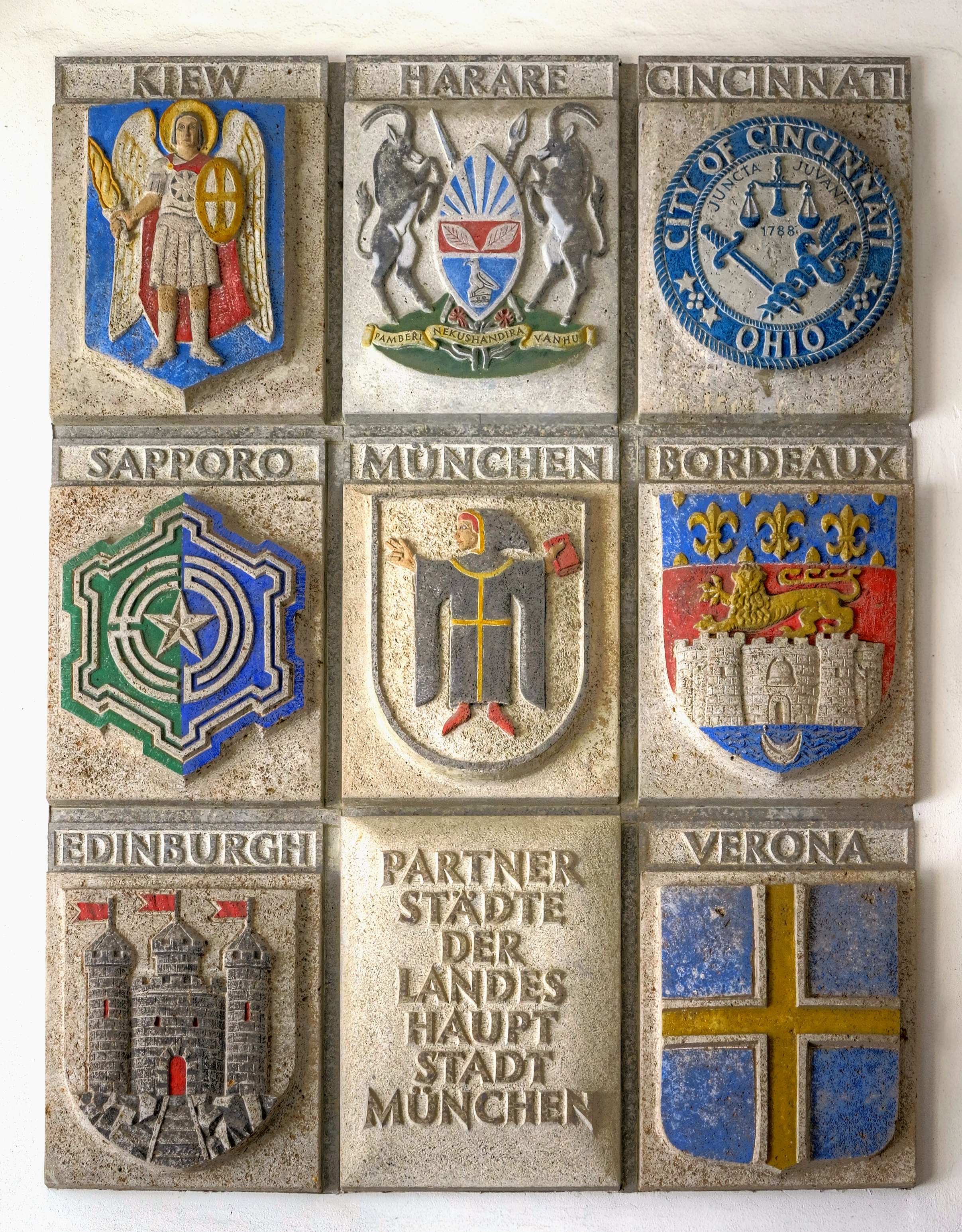
elevo das cidades parceiras de Munique no hall de entrada da Nova Câmara Municipal
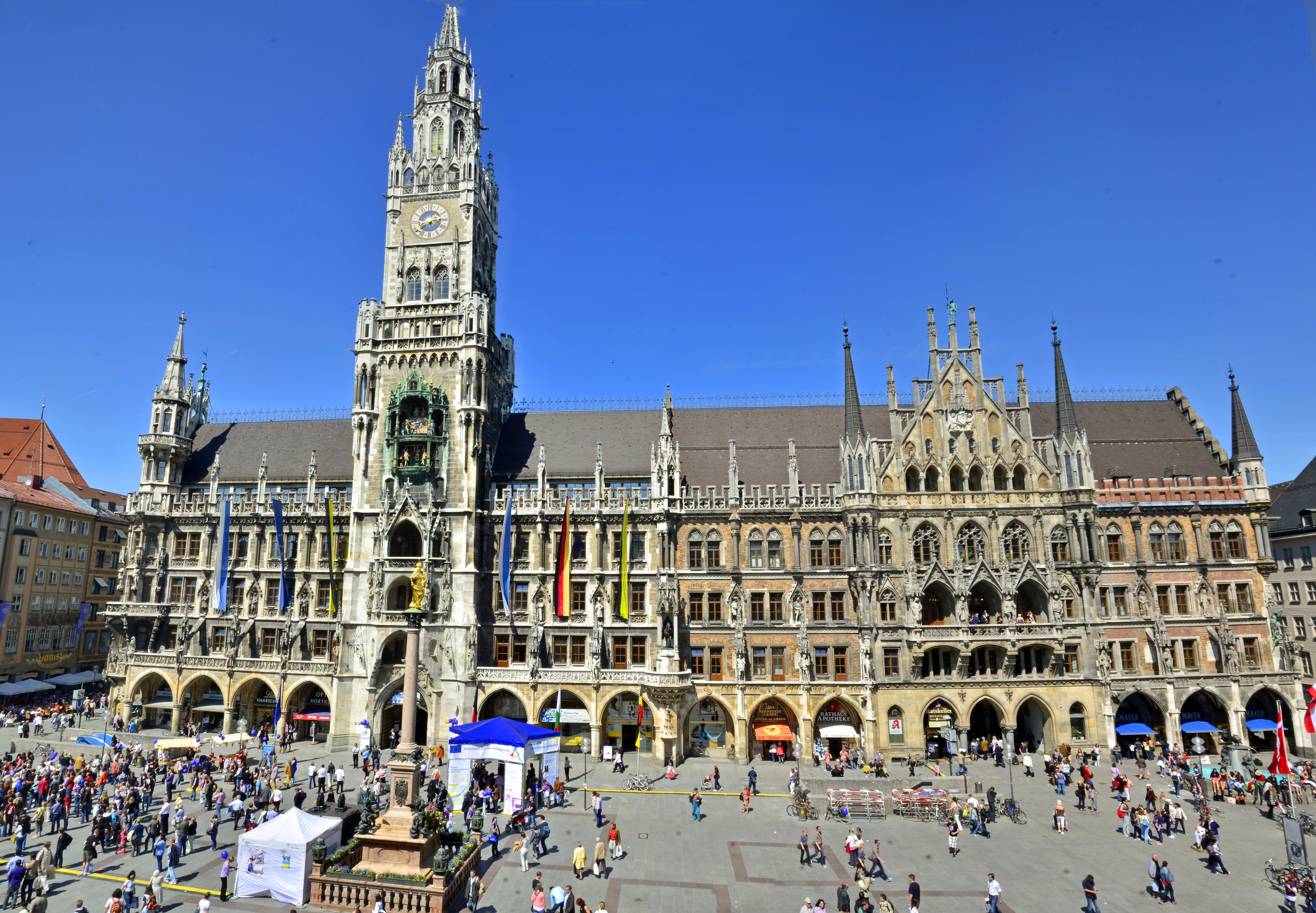
A frente sul da Nova Prefeitura
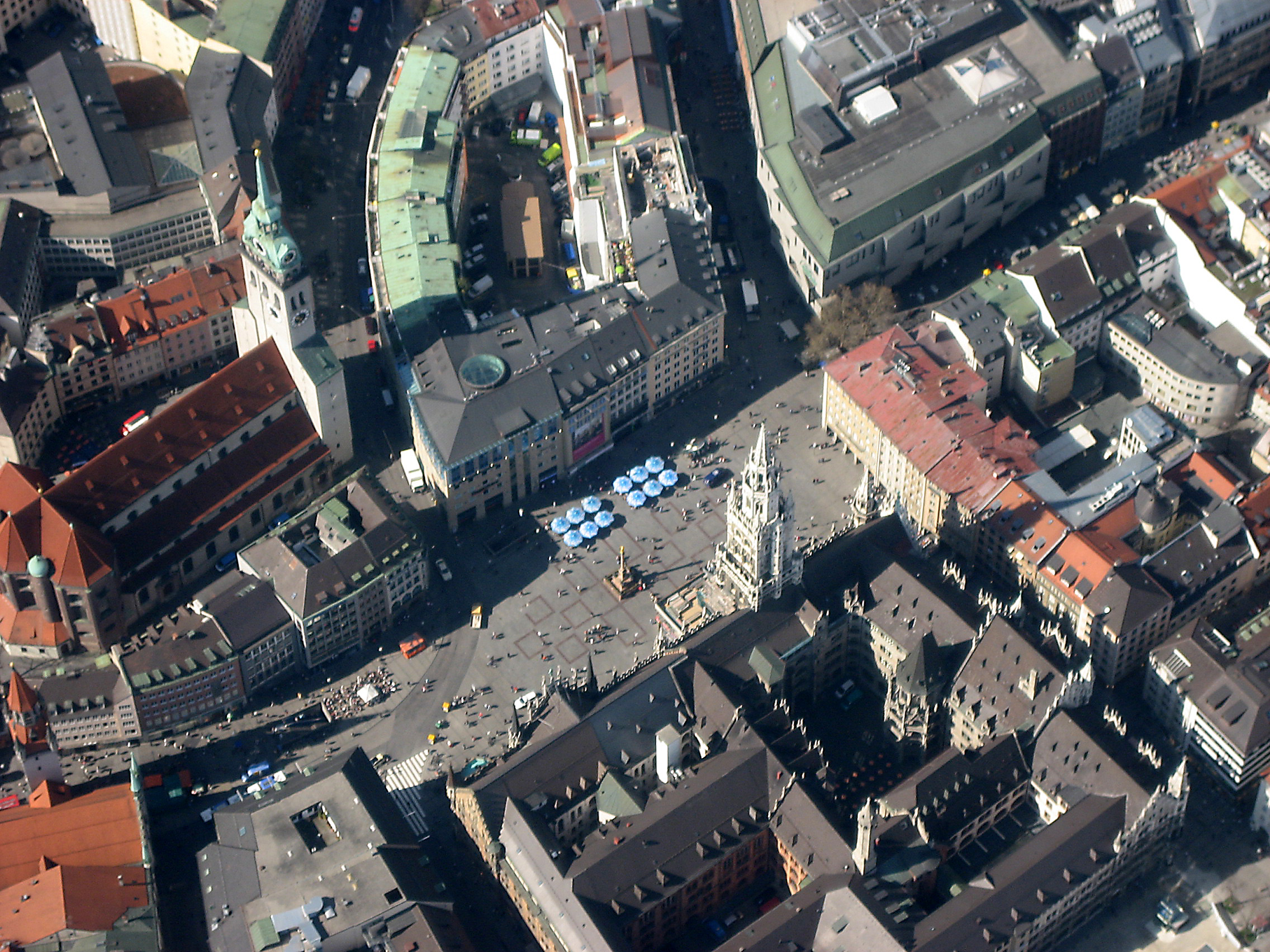
A localização da Nova Prefeitura diretamente na Marienplatz
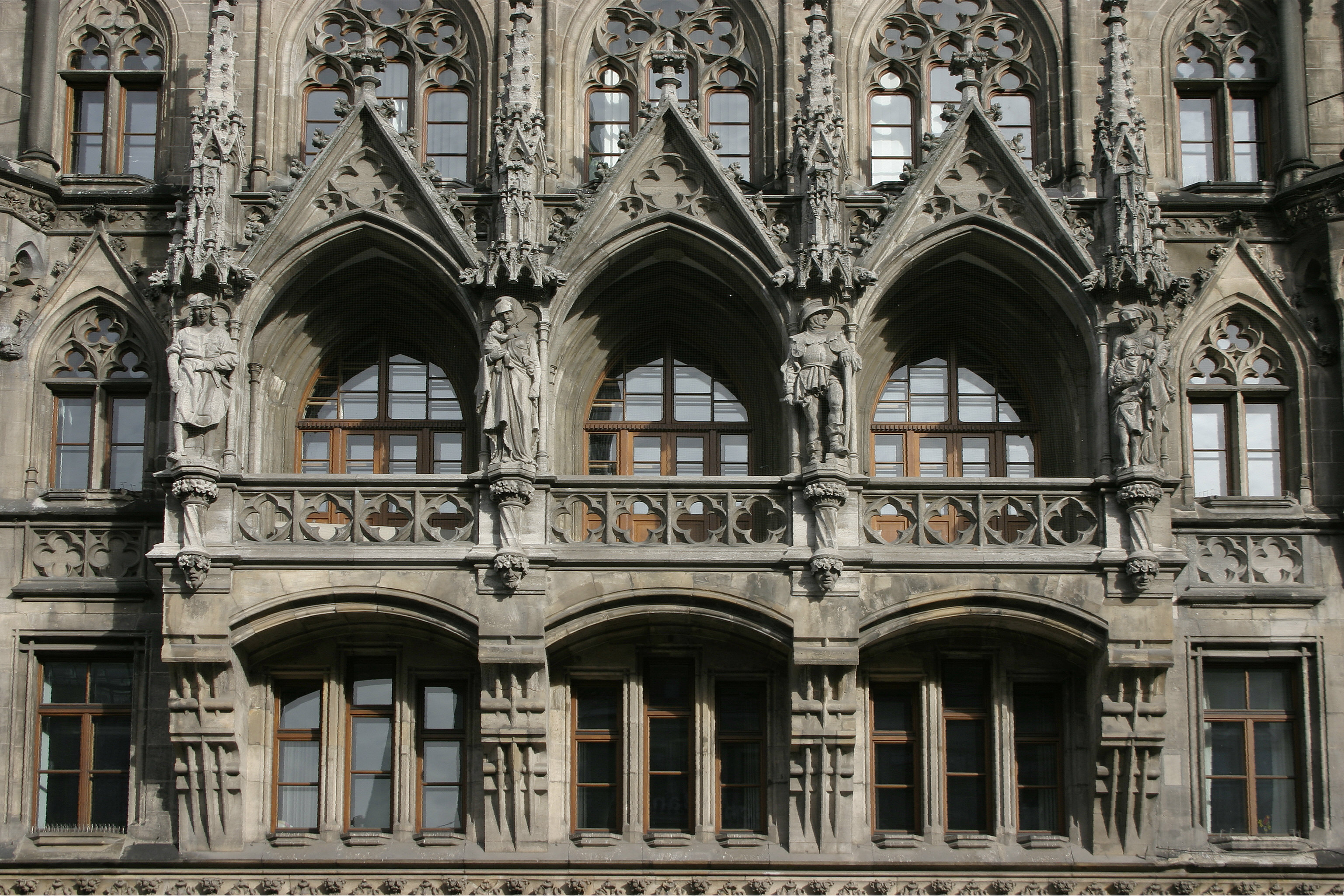
Detalhe da fachada frontal acima da entrada principal

## Funções
A Nova Prefeitura é a casa do prefeito e do conselho da cidade, que tem sua sala de conferências aqui. Ao mesmo tempo, as facções do conselho e pequenas partes da administração da cidade são acomodadas na Nova Prefeitura. O salão da biblioteca neogótica ricamente decorado foi construído para acomodar a biblioteca jurídica do Conselho e ainda é uma biblioteca legal disponível ao público sob a administração da Biblioteca Municipal de Munique.
Na Nova Prefeitura e na Marienplatz, geralmente são realizadas recepções e homenagens para atletas e equipes de sucesso. É uma honra especial olhar para os observadores da varanda do gabinete do prefeito, que está localizado na Rathausturm abaixo do relógio.

A Rathausturm tem uma galeria de observação abaixo do pico, acima do relógio, que pode ser alcançada por um elevador. De lá, em um dia claro, você pode ver os Alpes, a Velha Pedro, a Igreja do Espírito Santo, a Marienplatz, a Antiga Prefeitura e o Talburgtor. No Norte, a Theatinerkirche e a Olympiaturm. No oeste, você pode ver a Frauenkirche e a Igreja de São Paulo.